# Rue Robert-Fleury
La rue Robert-Fleury est une rue du 15e arrondissement de Paris.

## Situation et accès
Petite rue datant du XVe siècle, elle débute rue Cambronne pour aboutir rue Mademoiselle.

## Origine du nom

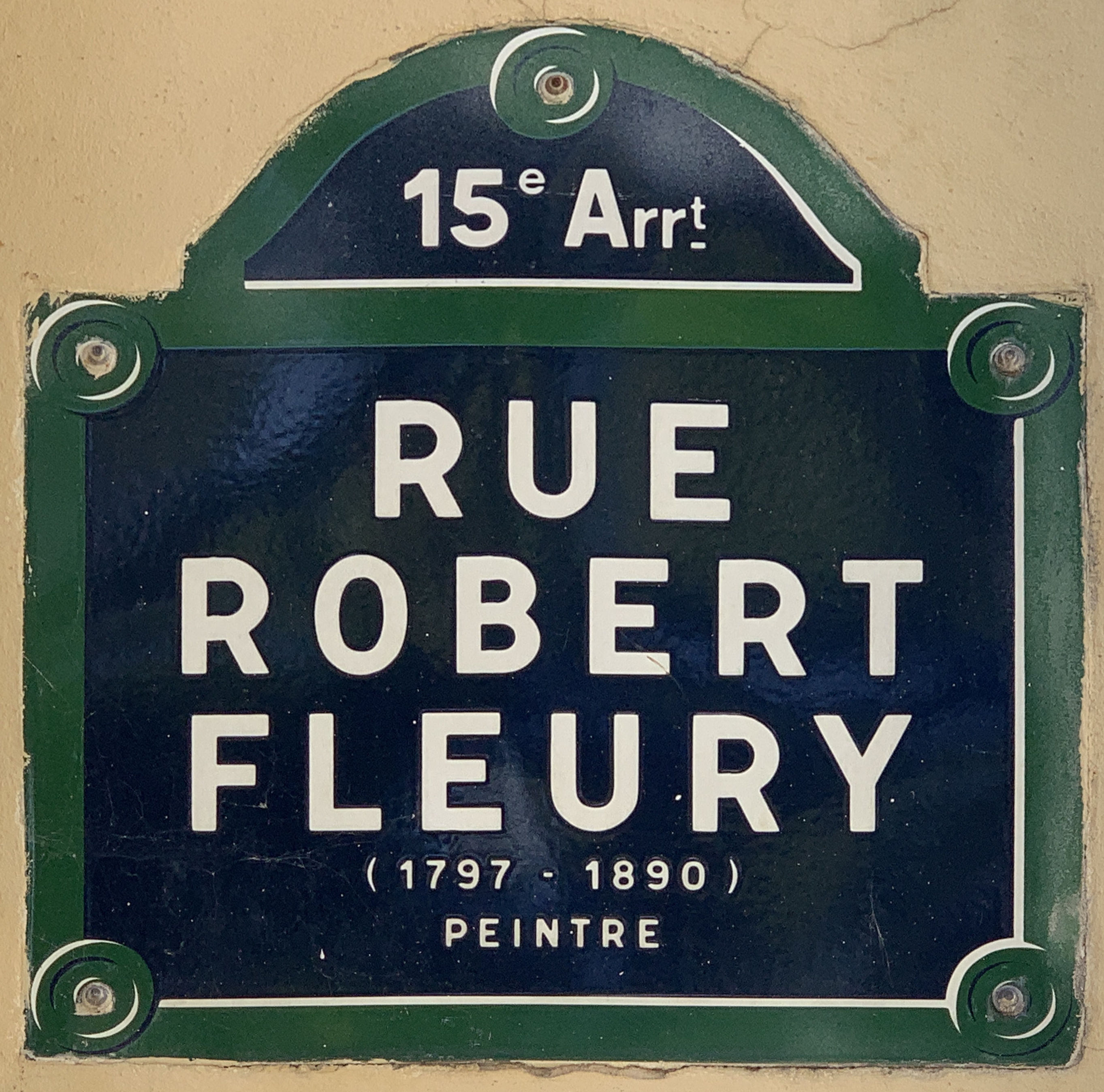
Plaque de la rue.

Elle porte le nom du peintre Joseph-Nicolas Robert-Fleury (1797-1890).

## Historique
La voie est ouverte en 1889 et prend sa dénomination actuelle le 28 décembre 1894.